# Luifel & Luifel
Luifel & Luifel was een Nederlandse politieserie, die in het najaar van 2001 werd uitgezonden door SBS6. Beide seizoenen van de serie werden tot en met 2007 regelmatig herhaald door SBS6.
Luifel & Luifel werd medegeschreven, ontwikkeld en geproduceerd door Chiem van Houweninge, bekend van komedies als Zeg 'ns Aaa en Oppassen!!! en Duitse krimis als Tatort. Van Houweninge wilde in eerste instantie een krimidie maken, een kruising tussen een krimi en een komedie. In seizoen 2 werd de serie echter harder en meer een echte politieserie.
Seizoen 1 van Luifel & Luifel draait om rechercheur Ebenezer Luifel (Guus Dam) en zijn zoon Chris (Daniël Boissevain), die privé-detective is. In iedere aflevering kruisen de wegen van vader en zoon elkaar en samen lossen zij telkens een misdaad op. Andere vaste rollen werden gespeeld door onder meer Maike Meijer, Beppe Costa en Ruben van der Meer.
In seizoen 2 wordt Chris Luifel gespeeld door Cas Jansen. Hij is niet langer privé-detective, maar is nu ook rechercheur en werkt aan de zijde van zijn vader. Samen met hun vrouwelijke collega Daan Haverman (Cynthia Abma) lossen zij opnieuw wekelijks een misdaad op. De intro muziek van seizoen 2 werd gemaakt en uitgevoerd door BLØF. Het nummer heet 'Onderhuids'.